# Список комісарів Тимчасового комітету Державної Думи
Для управління міністерствами Тимчасовий комітет Державної думи 27 лютого 1917 призначив 24 комісари, серед них:
1. Баришников Олександр Олександрович — комісар у Міністерстві пошти і телеграфу.
2. Бубликов Олександр Олександрович — комісар у Міністерстві шляхів сполучення.
3. Волков Микола Костянтинович — комісар у Міністерстві землеробства.
4. Востротін Степан Васильович — комісар з продовольчим питань.
5. Годнєв Іван Васильович — комісар у Сенаті.
6. Дзюбинський Володимир Іванович — комісар у Північному та Південно-Західному фронтах.
7. Караулов Михайло Олександрович — обласний комісар, виїхав до Владикавказу.
8. Маклаков Василь Олексійович — комісар у Міністерстві юстиції.
9. Пепеляєв Віктор Миколайович — комісар у Петроградському градоначальстві.
10. Ржевський Володимир Олексійович — комісар у Москві.
11. Савич Никанор Васильович — комісар у Військовому і Морському міністерствах.
12. Сафонов Петро Африканович
13. Шульгін Василь Віталійович — комісар над Петроградським телеграфним агентством.
14. Шингарєв Андрій Іванович — очолив Продовольчу комісію.